# Phoneyusa gracilipes
Phoneyusa gracilipes är en spindelart som först beskrevs av Simon 1889.  Phoneyusa gracilipes ingår i släktet Phoneyusa och familjen fågelspindlar.
Artens utbredningsområde är Kongo. Inga underarter finns listade i Catalogue of Life.